# Aux jeunes gens

Aux jeunes gens est un texte rédigé par Pierre Kropotkine rédigé en 1880 et publié en 1881 dans son recueil d'articles Paroles d’un révolté. Il est publié  en 1904 dans le journal français anarchiste, Les Temps nouveaux de Jean Grave, et prolonge les idées développées dans son ouvrage La société mourante et l'anarchie (1892). 

## Thème
Aux jeunes gens se divise en quatre parties. Kropotkine s'adresse à un public jeune, (« Je suppose que vous approchez des dix-huit ou vingt ans », intellectuel, mais aussi à des jeunes qui préparent un travail manuel. (« ne sont pas des tristes produit d'une société en déclin »).  
Dans une deuxième partie, il s'intéresse aux étudiants en droit. Il utilise l'exemple d'un riche propriétaire qui demande l'exclusion d'un fermier paysan qui ne paie pas ses dettes. Ici, il dénonce les injustices des détenteurs du capital, qui deviennent de plus en plus riches, et à qui la justice donne raison. Le lecteur semble devoir faire un choix entre justice et lois. (« De quel côté vous mettrez-vous ? Pour la loi, mais contre la justice ? Ou bien pour la justice, mais alors contre la loi ?). Il clôt sa deuxième partie, avec une question. « Que faire ? ». 
La troisième partie du texte tente de répondre à cette question. Il invite les jeunes à rejoindre le socialisme et entamer une transformation de la société. C'est un appel à la Révolution pour combattre les injustices, et Kropotkine a la volonté de mettre la science au profit du peuple, et non au service d’une minorité. L'art est au service de la Révolution. «  La lutte pour la vérité, pour la justice, pour légalité, au sein du peuple — que trouvez-vous de plus beau dans la vie ? ». 
La dernière partie s'adresse aux jeunes issus de la bourgeoisie. Il les invites eux aussi à rejoindre le socialisme, qui a été créé par le peuple et pour le peuple selon Kropotkine. Il appelle à la Révolution du prolétariat notamment en énumérant les conditions de vie misérables. (« Ou bien, le sang vous montera à la tête, vous riposterez et, jeté sur le pavé, vous comprendrez alors que les socialistes ont raison lorsqu'ils disent : « Révolte-toi ! révolte-toi contre l'esclavage économique, car celui-ci est la cause de tous les esclavages ! »). 
Les femmes sont aussi destinataires des pensées de Kropotkine, puisqu'elles sont aussi actrices dans la transformation de la société. Il termine son texte par un appel général à la révolution. « Vous tous, jeunes gens, sincères, hommes et femmes, paysans, ouvriers, employés et soldats, vous comprendrez vos droits et vous viendrez avec nous ; vous viendrez travailler avec vos frères à préparer la révolution qui, abolissant tout esclavage, brisant toutes les chaînes, rompant avec les vieilles traditions et ouvrant à l'humanité entière de nouveaux horizons, viendra enfin établir dans les sociétés humaines, la vraie Égalité, la vraie Liberté ; le travail pour tous, et pour tous la pleine jouissance de toutes leurs facultés ; la vie rationnelle, humanitaire et heureuse ! ». 